# Mahiedine Mekhissi-Benabbad
Mahiedine Mekhissi-Benabbad (* 15. března 1985 Remeš) je francouzský atlet, trojnásobný mistr Evropy a dvakrát druhý na Olympijských hrách (LOH 2008, LOH 2012) na trati 3000 metrů překážek.

## Sportovní kariéra
V roce 2007 zvítězil v běhu na 3000 metrů překážek na Mistrovství Evropy v atletice do 23 let.
Nejprve se věnoval i běhu na 1500 metrů (s osobním nejlepším časem 3:33,86), ale později se specializoval na 3000 m steeplechase. V této disciplíně dosáhl svého zatím nejlepšího času 8:00,09 ER při pařížském mítinku Diamond League v roce 2013.
V letech 2010, 2012 a 2016 se stal mistrem Evropy v běhu na 3000 metrů překážek. V roce 2014 se o titul evropského šampiona připravil sám. Když dobíhal s jasným náskokem do cíle, svlékl si před poslední překážkou dres a radostně jím mával. Podle rozhodčích tím porušil pravidlo, že atlet musí absolvovat celý závod s oběma čísly viditelnými na dresu.
V roce 2016 vybojoval na olympiádě v Rio de Janeiro bronzovou medaili. Na světovém šampionátu v Londýně v roce 2017 skončil ve finále steeplu čtvrtý.

## Osobní rekordy
- Běh na 3000 metrů překážek – 8:00,09 min. – 6. 7. 2013, Paříž - Současný evropský rekord